# Осичева, Майя Макаровна
Ма́йя Мака́ровна Осичева (23 октября 1926, Ленинград — 3 мая 2011, Геленджик, Краснодарский край) — архитектор, художник, эколог и краевед, известная своим вкладом в историю городов Анапа и Геленджик. Её жизненный путь и профессиональная деятельность оказали значительное воздействие на архитектурную культуру региона и стали неотъемлемой частью его истории.

## Детство и война
Майя Макаровна Осичева родилась и провела свое детство в Ленинграде, где столкнулась с тяжелыми испытаниями во время блокады Ленинграда во время Великой Отечественной войны. В 1943 году, находясь в крайне истощенном состоянии, она была эвакуирована в Сибирь. После восстановления сил она успешно завершила школьное образование, совмещая его с работой, и поступила на подготовительные курсы по архитектуре в Новосибирский институт.

## Образование и профессиональный старт
В 1946 году вернулась в Ленинград и закончила Ленинградский инженерно-строительный институт (ЛИСИ), где она получила образование в области архитектуры. Её учебные годы стали основой для будущих творческих и профессиональных начинаний.
После института Майя Макаровна приступила к работе в Ленинградском филиале Академии архитектуры СССР. Здесь она совместно с коллегами разработала и успешно воплотила в жизнь проект строительства «дома с квартирами на одну семью», который был отмечен престижной архитектурной премией.

## Работа главным архитектором городов Анапа и Геленджик
Позже Майя Макаровна Осичева была назначена главным архитектором города-курорта Анапа.
В декабре 1954 года Майя Осичева впервые прибыла в Анапу. Во время Великой Отечественной войны курорт был полностью разрушен и молодой архитектор столкнулась с опустошением и развалинами кварталов вдоль Пушкинской, Кубанской и других улиц. От обломков была очищена лишь проезжая часть дороги, и в некоторых участках остались целыми дореволюционные плиточные тротуары. Архитектору предстояло восстановить и возродить город из его руин.
Весной 1955 года М. М. Осичева вместе с мужем и дочерью переехали в Анапу. Здесь она внесла значительный вклад в развитие города. Были разработаны и развиты две курортные зоны: Высокий берег и район детских здравниц, расположенный вдоль Пионерского проспекта. Также была активно развита хозяйственная зона на юго-восточной окраине города, и возводится новый общественный городской центр на улице Горького. Приняты меры по озеленению города, восстановлению старых бульваров и созданию новых парков и скверов. Решены многие транспортные проблемы, способствующие улучшению инфраструктуры города.
С 1964 года Майя Макаровна Осичева продолжила свою профессиональную карьеру в Геленджике, где заняла должность главного архитектора города. Здесь она также оставила свой след, работая над проектами, которые придали уникальный облик городу. Под её руководством в течение четырёх лет совместно с Научно-Исследовательским Институтом был разработан и успешно воплощен в жизнь генеральный план застройки Геленджика, который был утверждён в 1968 году.
В 1967 году Майя Макаровна Осичева стала ведущим специалистом Управления архитектуры и градостроительства Геленджика и является одним из авторов проекта по благоустройству центральной курортной зоны, начиная от п/о «Приморье» и до п/о «Кавказ».
Поселки, расположенные вблизи бухты, были интегрированы в структуру города. Началось активное благоустройство с мостами, тротуарами и закрытием канав. Также было запущено новое строительство, перенесена автостанция за улицу Луначарского, и вокруг города начались планомерные насаждения хвойных деревьев как на подножье, так и на вершинах хребта Маркотх.
В 1973 году её профессиональные достижения были отмечены, и Майя Макаровна стала членом Союза архитекторов СССР, а позднее — Союза архитекторов России.

## Активист и краевед
С 1973 года Майя Макаровна Осичева была не только архитектором, но и активным членом Русского географического общества. Она также активно участвовала в экологическом движении в регионе. Её исследовательская работа касалась тем «Охрана и преобразование природы Геленджика» и «Эколого-градостроительные проблемы Геленджика и курортов Северного Причерноморья». Она активно участвовала в экологических конференциях и семинарах, а также принимала участие в подготовке и проведении городского референдума «Против строительства морского порта» и в экологической экспертизе по строительству газопровода Россия—Турция «Голубой поток».

## Наследие и вклад
После ухода на пенсию, стала видным общественным деятелем экологического движения не только Геленджика, но и Краснодарского края.
Так, после завершения профессиональной карьеры, Майя Макаровна Осичева продолжала своё творчество в геленджикском музее, где работала старшим научным сотрудником. Её знания и опыт в области архитектуры, а также её художественные работы, были ценным вкладом в историческое и культурное наследие региона.
Посвятила свою научно-исследовательскую деятельность важным темам, среди которых «Охрана и преобразование природы Геленджика» и «Эколого-градостроительные проблемы курорта Геленджик». Её вклад в музейное дело Геленджика также является значительным. Она пополнила научный архив музея ценными документами, связанными с музеефикацией и созданием охранных зон усадьбы братьев Короленко в Джанхоте, а также собрала материалы о Ф. А. Щербине.
Другой важной работой Майи Макаровны была инвентаризация объектов национального и историко-культурного наследия, что способствовало сохранению и документированию ценных артефактов и памятников истории и культуры.

## Увековечение Памяти
Память о Майе Макаровне Осичевой увековечена в Геленджике мемориальной доской на доме на улице Морской.
В 2016 года одна из улиц Геленджика была названа в честь М. М. Осичевой